# 趙輔和
趙 輔和（ちょう ほか、生没年不詳）は、中国の南北朝時代の占卜家。本貫は清都郡臨漳県。

## 経歴と逸話
若くして『易経』に明るく、卜筮を得意として高歓の館客となった。547年（武定5年）、高歓が晋陽で死去すると、高澄は高洋に命じて鄴の西北の漳水の北原に陵墓とする土地を選定させることとした。高洋は呉遵世とともにこの仕事に当たったが、占卜の結果は不吉な卦ばかりであった。また一箇所で呉遵世が占うと、「革」の卦に当たった。呉遵世ら数十人はみな用いるべきでないと言った。輔和は少年であったが、最後に進み出て、「革の卦は天下の人がみな凶とするところですが、ただ王家がこれを用いるのは大吉であります。『革彖辭』に『殷の成湯や周の武王が命を革めて、天に応じて人に順う』といいます」と述べた。高洋は車に登って振り返ると、「この地に定めよう」と言った。ここが高歓の墓の義平陵となった。
ある人の父親が刺史となったが、赴任先で病を得たとの手紙を受け取った。この人が館にやってきて旧知の卜者に吉凶を占わせると、「泰」の卦を得た。卜者が「この卦はたいへんめでたいものであり、病は快癒であろう」と言ったので、客は喜んだ。客が出ていった後、輔和は「泰の卦は乾の下で坤の上であり、土に入る兆しであって、どうして吉兆と言うことができよう」と卜者に言った。輔和の予言どおりこの客の父の凶報が届いた。
またある人の父親が病にかかり、輔和に占卜を頼むと、乾の晋の卦が出たため、輔和はこの人を慰め諭して帰らせた。後に輔和は「乾の遊魂。乾は天となり、父となる。父は変じて魂となる。天に昇って、死なないことができるだろうか」と言った。やはりその予言どおりになった。
大寧から武平年間にかけて、北斉の後宮で婦人が懐妊すると、輔和は子の性別や誕生の日時を占い、多くを的中させた。通直散騎常侍の位を受けた。北周に入って、輔和は儀同となった。隋の開皇年間に死去した。

## 伝記資料
- 『北斉書』巻49 列伝第41
- 『北史』巻89 列伝第77